# Cantone di L'Haÿ-les-Roses
Il Cantone di L'Haÿ-les-Roses è una divisione amministrativa dell'arrondissement di L'Haÿ-les-Roses.
A seguito della riforma complessiva dei cantoni del 2014 è passato da  a  comuni.

## Composizione
Prima della riforma del 2014 comprendeva il solo comune di L'Haÿ-les-Roses; dal 2015 comprende i comuni di Fresnes e di L'Haÿ-les-Roses.